# 河内卓司
河内 卓司（こうち たくじ、1920年4月26日 - 2016年6月8日）は、広島県広島市出身のプロ野球選手（三塁手）。

## 経歴
旧制広島一中（現広島国泰寺高校）から慶應義塾大学へ進み、遊撃手として活躍。1943年（昭和18年）10月16日、出陣学徒壮行早慶戦にも八番遊撃手として出場。この後太平洋戦争の激化により大日本帝国陸軍に入隊し、広島の野砲兵第五連隊・西部第五部隊に所属、中尉として台湾で終戦を迎えた。戦後復員し慶應野球部に戻り1946年春、戦後最初の東京六大学リーグ戦優勝の中心選手となる。リーグ通算14試合出場、39打数7安打、打率.179。卒業後1947年、大洋漁業入社。野球部の四番遊撃手として3番戸倉勝城らと第20回都市対抗野球大会でチーム初出場に貢献（林兼商店としては戦前1930年に出場がある）。
1949年プロ野球シーズンオフ、リーグ拡張で戸倉らと引き抜かれ1950年、二リーグとなったプロ野球毎日オリオンズへ入団。すでに30代に入っていたが、この年全試合出場、リーグ最多打席・最多打数を記録したように、ミサイル打線不動の一番打者としてチームのパ・リーグ初代王者、及び日本シリーズ制覇に貢献した。第1回日本シリーズで最初に打席に入った打者で、第6戦で毎日の初代日本一を決めるサヨナラ勝ちのホームを踏んだ選手でもある。同年記録した147安打は当時入団1年目の最多記録となる。但し失策59と盗塁死16はリーグトップだった。悪送球の多い選手で相手チームもそれに期待し、この第1回日本シリーズでの有名な岩本義行のミステリー走塁も岩本の出塁は河内の一塁への悪送球から。相手松竹ロビンスベンチから「ほらっ、やった!」と一斉に声が上がったと言われる。なお5月31日の東急フライヤーズ戦に記録した7打数は1試合最多打数のプロ野球記録（パリーグ過去11人）。また1952年8月16日の大映スターズ戦では1イニング3盗塁（二盗→三盗→本盗）のプロ野球記録も記録している（過去16人）。同じ1952年6月29日に毎日は1試合で2度トリプルプレーを喫するというプロ野球唯一の珍プレーを記録しているが、河内はランナーとして両方でアウトになっている。
オリオンズでは4番も打ち主将も務めたこともある。
1954年発足した高橋ユニオンズへ移籍。ここでも新生球団の一番打者として公式戦最初の試合で打席に立ち、安定した打撃で初年度の中心選手となる。この年のオールスターゲームに高橋ユニオンズからは河内一人だけ出場した。1954年は、ほぼ全試合に一番・三塁手として出場。1956年は主に代打にまわったが勝負強い打撃を見せた。いわゆるユニオンズのロートル+飲兵衛選手の一人であった。1957年のシーズン開幕直前に大映スターズとの合併により大映ユニオンズへと移籍、この年をもって引退した。
その後、社会人野球のリッカーミシンの監督、またリッカーの子会社である日比谷コンピュータシステムのシステム営業部長等を務めた。
進学校出身のためか、広島の人にも馴染みが薄く、帰郷して町内のソフトボール大会に出場しても、誰も気付かなかったというエピソードが残っている。
2016年、96才で死去。

## 詳細情報

### 年度別打撃成績
| 年 度     | 球 団            | 試 合 | 打 席 | 打 数 | 得 点 | 安 打 | 二 塁 打 | 三 塁 打 | 本 塁 打 | 塁 打 | 打 点 | 盗 塁 | 盗 塁 死 | 犠 打 | 犠 飛 | 四 球 | 敬 遠 | 死 球 | 三 振 | 併 殺 打 | 打 率 | 出 塁 率 | 長 打 率 | O P S |
| --------- | ---------------- | ----- | ----- | ----- | ----- | ----- | -------- | -------- | -------- | ----- | ----- | ----- | -------- | ----- | ----- | ----- | ----- | ----- | ----- | -------- | ----- | -------- | -------- | ----- |
| 1950      | 毎日             | 120   | 554   | 514   | 78    | 147   | 25       | 5        | 5        | 197   | 53    | 28    | 16       | 5     | --    | 35    | --    | 0     | 33    | 11       | .286  | .332     | .383     | .715  |
| 1951      | 毎日             | 94    | 376   | 348   | 46    | 99    | 14       | 4        | 4        | 133   | 35    | 4     | 7        | 8     | --    | 20    | --    | 0     | 15    | 10       | .284  | .323     | .382     | .706  |
| 1952      | 毎日             | 114   | 449   | 395   | 49    | 93    | 9        | 3        | 1        | 111   | 37    | 8     | 9        | 9     | --    | 43    | --    | 2     | 16    | 11       | .235  | .314     | .281     | .595  |
| 1953      | 毎日             | 70    | 214   | 184   | 17    | 45    | 8        | 2        | 0        | 57    | 15    | 5     | 2        | 10    | --    | 20    | --    | 0     | 14    | 4        | .245  | .319     | .310     | .628  |
| 1954      | 高橋 トンボ 高橋 | 111   | 449   | 400   | 33    | 110   | 5        | 2        | 0        | 119   | 24    | 22    | 16       | 17    | 2     | 27    | --    | 3     | 32    | 10       | .275  | .326     | .298     | .623  |
| 1955      | 高橋 トンボ 高橋 | 111   | 365   | 324   | 26    | 87    | 7        | 2        | 1        | 101   | 23    | 3     | 3        | 11    | 3     | 26    | 1     | 1     | 29    | 9        | .269  | .325     | .312     | .637  |
| 1956      | 高橋 トンボ 高橋 | 68    | 96    | 89    | 5     | 23    | 2        | 0        | 0        | 25    | 17    | 2     | 1        | 1     | 0     | 6     | 0     | 0     | 7     | 3        | .258  | .305     | .281     | .586  |
| 通算：7年 | 通算：7年        | 688   | 2503  | 2254  | 254   | 604   | 70       | 18       | 11       | 743   | 204   | 72    | 54       | 61    | 5     | 177   | 1     | 6     | 146   | 58       | .268  | .323     | .330     | .653  |

- 各年度の太字はリーグ最高
- 高橋（高橋ユニオンズ）は、1955年にトンボ（トンボユニオンズ）に、1956年に高橋（高橋ユニオンズ）に球団名を変更

### 記録
- オールスターゲーム出場：1回 （1954年）

### 背番号
- 6 （1950年 - 1953年）
- 8 （1954年 - 1956年）
- 43 （1957年）